# 达娃扎西
达娃扎西（藏語：ཟླ་བ་བཀྲ་ཤིས་，威利转写：zla ba bkra shis，1958年—），西藏普兰人，藏族，中华人民共和国政治人物、第十一届全国人民代表大会西藏地区代表。
毕业于西藏自治区阿里地区中等专业学校，是中共党员。2006年8月起担任西藏自治区阿里地委副书记、行署专员。2008年起担任全国人大代表。2012年4月至2016年9月，任西藏自治區水利廳廳長。2023年7月，因为涉嫌严重违纪违法，达娃扎西接受西藏自治区纪委监委纪律审查和监察调查。